# Benthamiella
Benthamiella é um género botânico, pertencente à família Solanaceae.

## Espécies
- Benthamiella azorella
- Benthamiella azorelloides
- Benthamiella chubutensis
- Benthamiella graminifolia
- Benthamiella lanata
- Benthamiella longifolia
- Benthamiella nordenskioldii
- Benthamiella nordenskjoldii
- Benthamiella patagonica
- Benthamiella pycnophylloides
- Benthamiella skottsbergii
- Benthamiella sorianoi
- Benthamiella spegazziniana